# Anne Garefino
Anne Garefino (Lambertville, 1º luglio 1959) è una produttrice televisiva, produttrice cinematografica e produttrice teatrale statunitense. È nota principalmente per il suo lavoro alla serie animata South Park, per il quale ha vinto cinque Premi Emmy. Nella sua carriera ha inoltre vinto un Grammy Award e un Tony Award per il musical The Book of Mormon.

## Biografia

### Formazione
Nata e cresciuta a Lambertville, Garefino completa i suoi studi presso l'Università di Boston, dove consegue una laurea in economia.

### South Park
Inizia a lavorare come produttrice televisiva e cinematografica a partire dalla seconda metà degli anni '80, trovando il favore del pubblico soprattutto a partire dal decennio successivo grazie al format di South Park. La serie animata è divenuta rapidamente un grandissimo successo a livello globale, e oltre a risultare molto longeva ha dato vita a cinque spin off videoludici e ad uno spin off cinematografico, tutti co-prodotti dalla stessa Garefino. Oltre ad ottenere il favore del pubblico, la serie ha incontrato anche il favore della critica permettendo a Garefino di vincere 5 Premi Emmy su un totale di tredici nomination ottenute insieme agli altri produttori di South Park. Nel 2022, a 25 anni dalla messa in onda del primo episodio di South Park, Garefino è stata produttrice esecutiva di uno speciale televisivo intitolato South Park: The 25th Anniversary Concert.

### Altri lavori
Oltre ai lavori prodotti prima di South Park, anche in seguito al successo esponenziale del format Garefino si è saltuariamente dedicata ad altri progetti. In particolare, Garefino è fra i produttori dello speciale televisivo A Capitol Fourth, della serie televisiva That's My Bush, del film Team America: World Police e del musical The Book of Mormon. Per quest'ultimo lavoro, Garefino ha vinto svariati premi tra cui un Grammy Award al miglior album di un musical teatrale e un Tony Award al miglior musical.

## Filmografia

### Cinema
- South Park - Il film: Più grosso, più lungo & tutto intero, regia di Trey Parker (1999)
- Team America: World Police, regia di Trey Parker (2004)

### Televisione
- A Capitol Fourth – Speciale TV (1986)
- Small Doses – Serie TV (1994)
- Lost & Found – Serie documentaria (1995)
- South Park – Serie TV, 311 episodi (1997-2021)
- That's My Bush! – Serie TV, 8 episodi (2001)
- South Park: The 25th Anniversary Concert – Speciale TV (2022)

### Videogiochi
- South Park: Let's Go Tower Defense Play! (2009)
- South Park: Tenorman's Revenge (2012)
- South Park: The Stick of Truth (2014)
- South Park: The Fractured But Whole (2017)
- South Park: Phone Destroyer (2017)

### Video musicali
- South Park: Imaginationland (2008)

## Teatro
- The Book of Mormon (2011-presente)